# هاتا نو کاواکاتسو

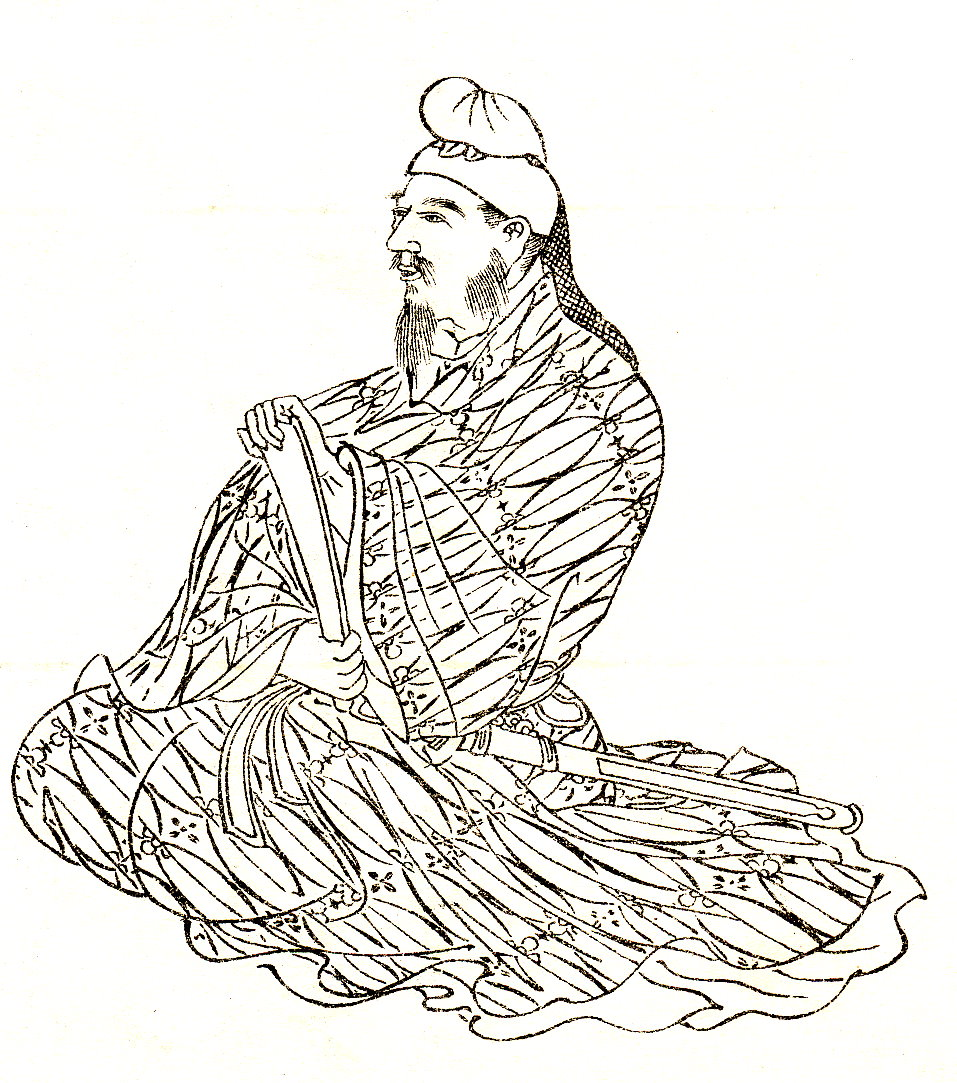

هاتا نو کاواکاتسو، هادا نو کوکاتسو (به ژاپنی: 秦河勝 Hata no Kawakatsu) یک شخصیت افسانه ای در فولکلور ژاپن بود، که گمان می‌رود رقص‌های کاگورا شینتو را در قرن ششم به ژاپن وارد کرده‌است. او همچنین از نسلی محسوب می‌شود که شامل بسیاری از بزرگترین نمایشنامه نویسان و بازیگران نو (تئاتر) است.